# Tolumnia
Tolumnia es el género también llamado de los Oncidium Equinos. Es un género de nueva formación a partir de especies antes incluidas en el género Oncidium de orquídeas. Las inflorescencias de estas plantas son ramificadas y con flores múltiples (menos abundantes que en el género Oncidium). 

## Descripción

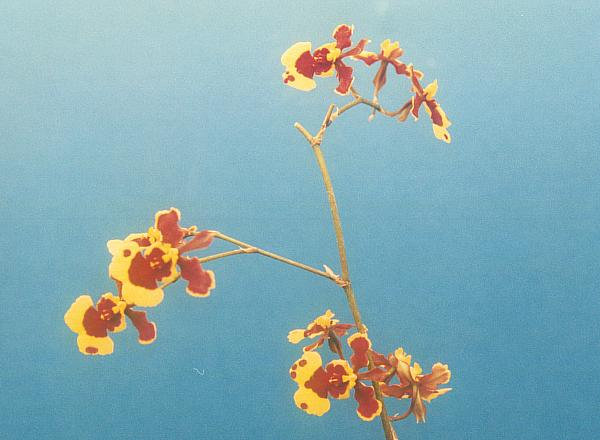
Tolumnia Waimanola Sunset Claire.

La mayoría posee pseudobulbos carnosos, con hojas alargadas y delgadas. Algunas tienen hojas en forma de lápiz, mientras que otro grupo, presentan abanicos enanos de hojas duras y trimeras. también hay otro grupo constituido por hojas dobladas de aspecto coriáceo. Pueden ser las flores de tamaño grande o pequeño según la especie con varas largas y aunque la flor sea pequeña tienen una floración espectacular de numerosas flores abiertas a un tiempo que se mantiene durante varias semanas.

La mayoría de las especie florecen dos veces al año, sin embargo muchos híbridos pueden florecer hasta tres veces.
Las Tolumnia se pueden hibridar con otras especies de Oncidium e incluso con otros géneros cercanos dando lugar a especies intergenéricas.

## Distribución y hábitat
Las Tolumnia son un género 29 especies de orquídeas originario de la región del Caribe . Se desarrollan desde el nivel del mar a las zonas montañosas y en todos los niveles intermedios. Sus requerimientos van desde un hábitat seco como "Tolumnia guianese" que se encuentra en la isla de La Española a las especies de las islas Bahamas con mayores requerimientos de humedad, pues les llueve todos los días.

## Cultivo
Son plantas adaptables que se pueden cultivar fácilmente en una ventana orientada al Este o al Oeste, incluso en un patio protegido de orientación Sur en zonas de clima templado.

Como otras orquídeas, requieren un cierto grado de humedad y abundante movimiento de aire. El riego debe de ser por la mañana para asegurar la total evaporación del agua de las hojas al caer la noche. El agua preferiblemente de lluvia o agua destilada, pero siempre de baja alcalinidad.

La mayoría de los miembros de esta familia también requieren abundante luz para florecer adecuadamente por lo que en zonas de poca luz en época de floración se les puede suplementar con focos de luz.

Recordar que estas orquídeas requieren terreno seco, no empapado, entre riegos.

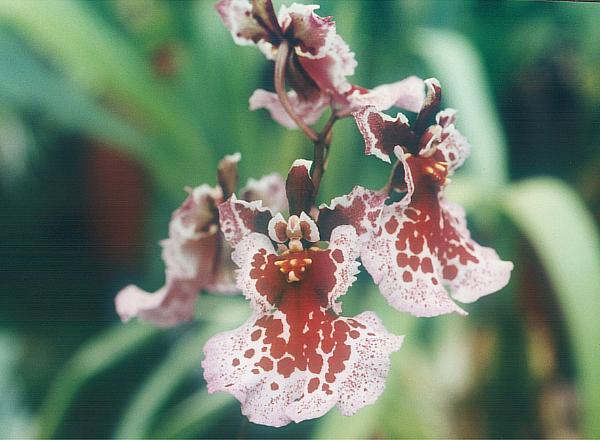
Tolumnia Lalita Pia

En 1950, W.W. Goodale Moir empezó a cruzar las especies que había recolectado en las islas caribeñas. Sus pequeñas orquídeas eran conocidas como "Moir's Weeds". A lo largo de 25 años consiguió numerosos y exóticos cruces. A partir de 1970 se han ido uniendo más horticultores en el incremento de nuevas variedades.

## Etimología
Debido a que las flores se parecen a pequeñas damas con grandes faldas igual que las Oncidium, estas orquídeas estuvieron incluidas en este género durante muchos años.

Oncidium procede del griego = "Onkos".

Olof Swartz, en 1800, les dio este nombre debido a que presentan una pequeña callosidad situada en la base del labio que aparenta ser una verruga, tumor, hinchazón en griego = Onkos.

El nombre de "Oncidium equinos" es debido a la forma de sus diminutas flores semejando la cabeza de un caballo.

## Especies Tolumnia
- Tolumnia arizajuliana (sin. Oncidium arizajulianum, Braasiella arizajulianum).
- Tolumnia bahamensis (sin. Oncidium bahamense).
- Tolumnia berenyce (sin. Oncidium berenyce).
- Tolumnia calochila (sin. Oncidium calochilum).
- Tolumnia caribensis (sin. Oncidium caribense).
- Tolumnia compressicaulis (sin. Oncidium compressicaule).
- Tolumnia concava (sin. Oncidium concavum).
- Tolumnia cunelabia (sin. Onccidium cunelabium).
- Tolumnia gauntlettii (sin. Oncidium gauntlettii).
- Tolumnia guianensis (sin. Oncidium guianense, Oncidium desertorum). La Española.
- Tolumnia guibertiana (sin. Oncidium guibertianum; Tolumnia lemoniana subsp. guibertiana).
- Tolumnia guttata (syn. Tolumnia tetrapetala). Jamaica
- Tolumnia haitiensis (sin. Oncidium haitiense).
- Tolumnia henekenii (sin. Oncidium henekenii, Hispaniella henekeni,)
- Tolumnia leiboldii (sin. Oncidium leiboldii).
- Tolumnia lemoniana (sin. Oncidium lemonianum).
- Tolumnia lucayana (sin. Oncidium lucayanum).
- Tolumnia moiriana (sin. Oncidium moirianum).
- Tolumnia prionichila (sin. Oncidium prionochilum).
- Tolumnia pulchella (sin. Oncidium pulchellum). Endémica de Jamaica
- Tolumnia quadriloba (sin. Oncidium quadrilobum).
- Tolumnia scandens (sin. Oncidium scandens).
- Tolumnia sylvestris (sin. Oncidium sylvestre).
- Tolumnia tetrapetala (sin. Oncidium tetrapetalum).
- Tolumnia triquetra (sin. Oncidium triquetrum). Jamaica
- Tolumnia urophylla (sin. Oncidium urophyllum).
- Tolumnia variegata (sin. Oncidium variegatum).
- Tolumnia velutina (sin. Oncidium velutinum, Oncidium variegatum var. velutinum, Oncidium variegatum subsp. velutinum).